# Anthony Lamiche
Anthony Lamiche (* 15. července 1977 Briançon) je francouzský sportovní lezec a bývalý reprezentant, vítěz Melloblocca, mistr Francie v boulderingu a juniorský vicemistr světa v lezení na obtížnost. Nyní pracuje jako profesionální lezec a lyžařský instruktor.

## Závodní výsledky
| Melloblocco | Melloblocco | Melloblocco |
| Rok         | 2005        | 2006        |
| ----------- | ----------- | ----------- |
| Bouldering  | 1           | 1-2         |

| Mistrovství Francie | Mistrovství Francie |
| Rok                 | 1999                |
| ------------------- | ------------------- |
| Bouldering          | 1                   |

| Mistrovství světa juniorů | Mistrovství světa juniorů |
| Rok                       | 1994 kat A                |
| ------------------------- | ------------------------- |
| Bouldering                | 2-4                       |